# Universitat Wesleyan d'Ohio

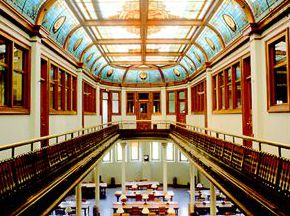
Biblioteca universitària de dret de la Universitat Wesleyan

La Universitat Wesleyan d'Ohio (en anglès Ohio Wesleyan University), localitzada a Delaware (Ohio, Estats Units), és una universitat membre de l'Ohio Five League.
Va ser fundada el 1844 per Adam Poe, i per Charles Elliott, diplomàtic i mestre.